# Catering

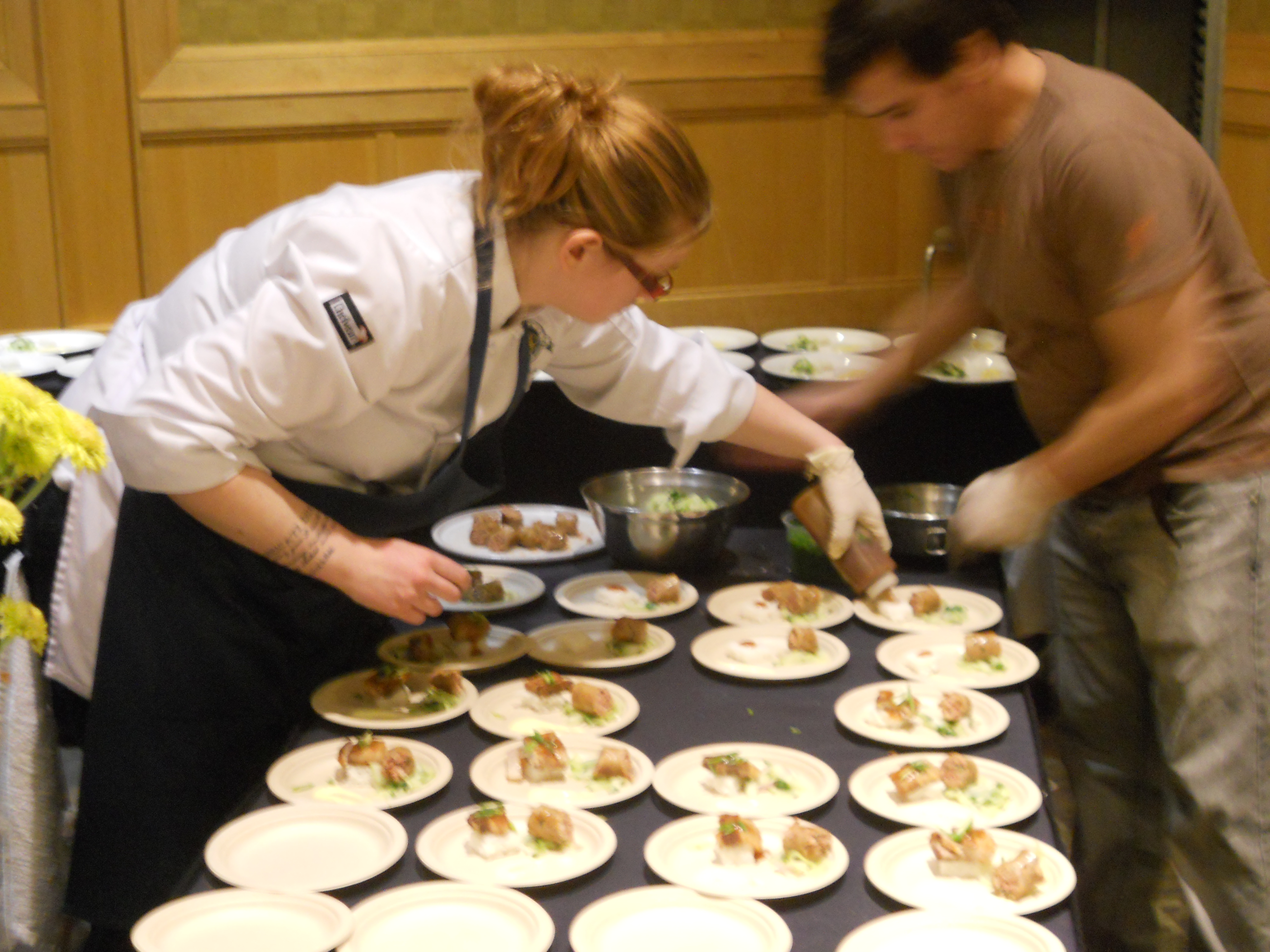
Fornecedores se preparando para um evento formal.

A palavra inglesa catering (do inglês  cater : 'comprar provisões, providenciar um suprimento de comida preparada') designa o serviço de fornecimento de refeições coletivas, incluindo também itens correlatos (talheres, louça, toalhas, etc), para companhias de aviação, restaurantes empresariais, hospitais, eventos esportivos, festas etc.,  sendo que,  na contratação do serviço, o contratante define previamente  o  cardápio, o número de comensais, o local e a hora de entrega dos produtos.O  catering  pode incluir  também o fornecimento de mão-de-obra, equipamentos, serviços de limpeza etc. 
As relações internacionais têm-se interessado por contratos de  catering  e catering off shore (aquele feito em projeção extraterritorial). Um exemplo  histórico de catering foi o serviço prestado durante a Segunda Guerra Mundial, quando milhares de pessoas escondidas em abrigos do Metrô de Londres foram alimentadas.

## Tipos
1. Catering industrial -  associado a cantinas das empresas ou a companhias aéreas, marítimas e ferroviárias;
2. Catering hospitalar -  associado aos hospitais;
3. Catering social -   associado a cantinas escolares, lares de terceira idade, creches e colónias de férias;
4. Catering de lazer -  associado a eventos desportivos ou culturais;
5. Catering funcional -   associado a   eventos tais como   festas, congressos etc  que podem ser realizados em espaços alugados,  residência do cliente ou restaurantes de empresas.

Os tipos de serviços utilizados para o catering funcional podem ser: 
- Serviço de mesa redonda:  tem menu fixo ou com opções, e o preço é determinado independentemente da sua composição;
- Serviço à la carte:  tem maior variedade de escolha e evita o desperdício. O cliente seleciona os pratos que mais lhe agradam;
- Serviço de buffet: o cliente pode consumir tudo o que estiver exposto nas mesas, podendo repetir se assim desejar. Este serviço reduz o numero de empregados de mesa, tanto em quantidade como em qualificação mas, por outro lado, pode ocasionar maior desperdício de comida.

Os tipos de execução de serviços para a mesa redonda ou à la carte podem ser:
- Serviço à francesa - O empregado coloca a travessa à disposição do cliente, pelo lado esquerdo e este serve-se a si próprio;
- Serviço à inglesa indireto - O empregado transporta a iguaria colocando-a sobre a mesa de serviço ou carro de apoio, executa o serviço de empratamento, serve o prato ao cliente pelo lado direito;
- Serviço à inglesa direto - O empregado transporta a iguaria, apresentando-a ao cliente pelo lado esquerdo; serve o cliente, utilizando o talher de serviço;
- Serviço à russa - A iguaria (peças inteiras) vem da cozinha, é apresentada aos clientes e trinchada, mantendo o aspecto original; depois é apresentada novamente aos clientes e servidaà francesa ou à inglesa.
- Serviço à americana - É o mais fácil de todos os serviços. As iguarias são empratadas na cozinha e transportadas pelo empregado de mesa que as coloca directamente pelo lado direito ao cliente.

## Portugal
Atualmente em Portugal, já existe graduação superior na área do Catering. O principal objetivo é qualificar os profissionais aptos a dominar as técnicas de organização, gestão e direção de unidades de produção alimentar, em empresas de restauração hoteleira, social, comercial e coletiva. O curso é oferecido pelo  Instituto Politécnico de Leiria (Escola Superior de Turismo e Tecnologia do Mar) e no  Instituto Politécnico da Guarda (Escola Superior de Turismo e Hotelaria).
Portugal também conta  com uma algumas empresas de referência internacional na distribuição de equipamentos para todo o segmento HORECA (acrônimo de  hoteis, restaurantes, cafés). 